# Xenotriccus
Xenotriccus és un gènere d'ocells de la família dels tirànids (Tyrannidae). Agrupa dues espècies originàries d'Amèrica del Nord i Central on es distribueixen des del centre de Mèxic, Guatemala fins a El Salvador. Als seus membres se'ls coneix pel nom comú de mosquer.

## Característiques
Els ocells d'aquest gènere són relativament petits, mesurant al voltant de 12 cm de longitud, amb la cua relativament llarga, presenten llistes alars i anell ocular pàl·lid i es caracteritzen principalment pel la peculiar cresta estarrufada. El mosquer faixat (Xenotriccus callizonus) presenta un patró de plomatge diferenciat, especialment la banda (o cinturó) canyella que travessa el pit groguenc i les bandes alars també canyella, que són respectivament bruna apagada i blanquinoses en X. mexicanus. Aquest últim té la part inferior del bec de color rosa ataronjat. Generalment romanen mig amagats en la vegetació densa.

## Etimologia
El nom genèric Xenotriccus es compon de les paraules del grec antic «xenos» que significa “estrany”, “diferent” un petit ocell no identificat i «τρικκος» «trikkos»; en ornitologia, “triccus” significa «caçamosques tirà».

## Llistat d'espècies
Els amplis estudis genètic-moleculars realitzats per Tello et al. (2009) van descobrir una quantitat de relacions noves dins de la família Tyrannidae que encara no estan reflectides en la majoria de les classificacions. Seguint aquests estudis, Ohlson et al. (2013) van proposar dividir Tyrannidae en cinc famílies. Segons l'ordenament proposat, Xenotriccus roman en Tyrannidae, en una subfamília Fluvicolinae (Swainson, 1832-33), provisòriament en una tribu Contopini (Fitzpatrick, 2004) conjuntament amb Ochthornis, Cnemotriccus, Lathrotriccus, Aphanotriccus, Mitrephanes, Empidonax, Contopus i Sayornis.
Segons la Classificació del Congrés Ornitològic Internacional (versió 14.2, 2024) aquest gènere està format per dues espècies:
- Xenotriccus callizonus - mosquer faixat.
- Xenotriccus mexicanus - mosquer de Mèxic.